# Nine Lives Are Not Enough
Pour plus de détails, voir Fiche technique et Distribution.
Nine Lives Are Not Enough est un film américain réalisé par A. Edward Sutherland, sorti en 1941.

## Synopsis
Alors qu'un gangster menace de poursuivre en diffamation le Daily Express où il travaille, le journaliste Matt Sawyer est rétrogradé, et se voit réduit à traiter les faits divers. Les policiers qu'il accompagne sont amenés à enquêter sur la mort du millionnaire Edward Abbott, ayant les apparences d'un suicide. Matt est convaincu qu'il s'agit d'un assassinat, et grâce à ce scoop il retrouve grâce auprès de son rédacteur en chef.

## Fiche technique
- Réalisation : A. Edward Sutherland
- Scénario : Fred Niblo Jr. d'après le roman éponyme de Jerome Odlum
- Photographie : Ted D. McCord
- Montage : Doug Gould
- Musique : William Lava
- Société de production : Warner Bros.
- Durée : 63 minutes
- Date de sortie : 20 septembre 1941

## Distribution
- Ronald Reagan : Matt Sawyer
- Joan Perry : Jane Abbott
- James Gleason : Sgt. Sam Daniels
- Howard Da Silva : J.B. Murray
- Faye Emerson : Rose Chadwick
- Howard C. Hickman
- Creighton Hale
- Leo White